# Solomonophila
Solomonophila là một chi bướm đêm thuộc họ Geometridae.